# Trutgrunden, Korpo
Trutgrunden är en ö i Finland.   Den ligger i kommunen Pargas i den ekonomiska regionen  Åboland  och landskapet Egentliga Finland, i den sydvästra delen av landet, 200 km väster om huvudstaden Helsingfors.
Terrängen på Trutgrunden är mycket platt. Öns högsta punkt är 5 meter över havet.